# Nogales, Arizona
Nogales är en stad (city) i Santa Cruz County i den sydligaste delen av Arizona, USA. Staden är administrativ huvudort (county seat) i Santa Cruz County. Nogales ligger på gränsen till Mexiko (där staden Nogales, Sonora ligger) och är Arizonas största internationella gränsövergång.

## Kända personer
- Charles Mingus, jazzmusiker, basist